# Nothobranchius bojiensis
Nothobranchius bojiensis là một loài cá thuộc họ Aplocheilidae. Nó là loài đặc hữu của Kenya. Môi trường sống tự nhiên của chúng là đầm nước ngọt có nước theo mùa.